# Liste der denkmalgeschützten Objekte in Lavant (Tirol)
Die Liste der denkmalgeschützten Objekte in Lavant enthält die 5 unbeweglichen denkmalgeschützten Objekte der Gemeinde Lavant im Bezirk Lienz (Tirol).

## Denkmäler
| Foto |                 | Denkmal                                                                         | Standort                       | Beschreibung | Metadaten |
| ---- | --------------- | ------------------------------------------------------------------------------- | ------------------------------ | --- | --- |
| ja   | Datei hochladen | Spätrömisch-frühmittelalterlicher Siedlungshügel HERIS-ID: 7245 Objekt-ID: 3135 | Kirchbichl Standort KG: Lavant | Keramikfunden zufolge war der Lavanter Kirchbichl vom Endneolithikum bis in die Spätantike durchgehend besiedelt. Aus der Römerzeit wurden die Fundamente mehrerer Bauten freigelegt, insbesondere die Überreste einer frühchristlichen Kirchenanlage aus dem 4./5. Jahrhundert, die in drei Bauphasen errichtet wurde und von manchen als Bischofskirche angesehen wird. | BDA-Hist.: Q37953377 Status: Bescheid Stand der BDA-Liste: 2025-06-30 Name: Spätrömisch-frühmittelalterlicher Siedlungshügel GstNr.: 783, 833, 10, 11/2, 221, 223, 224/1,225, 227/2, 227/3, 227/6, 228/1, 228/3, 229/1, 230, 231/1, 231/2, 232, 228/2, 229/2 Kirchbichl excavation site, Lavant |
| ja   | Datei hochladen | Kath. Pfarrkirche St. Ulrich HERIS-ID: 6587 Objekt-ID: 2467 TKK: 18311          | Kirchbichl Standort KG: Lavant | → Hauptartikel : Pfarrkirche St. Ulrich (Lavant) f1 | BDA-Hist.: Q2083194 Status: § 2a Stand der BDA-Liste: 2025-06-30 Name: Kath. Pfarrkirche St. Ulrich GstNr.: 840, 228/1 St. Ulrich (Lavant) |
| ja   | Datei hochladen | Kath. Filialkirche St. Peter und Paul HERIS-ID: 6589 Objekt-ID: 2469 TKK: 18312 | Kirchbichl Standort KG: Lavant | Die einfache spätgotische Kirche mit polygonalem Chor und turmartigem Dachreiter wurde über mehreren Vorgängerkirchen errichtet. Im Inneren dominieren die markante Holzdecke und der netzrippengewölbte Chor sowie der spätgotische Flügelaltar. | BDA-Hist.: Q37918210 Status: § 2a Stand der BDA-Liste: 2025-06-30 Name: Kath. Filialkirche St. Peter und Paul GstNr.: 841 Filialkirche St. Peter und Paul, Lavant |
| ja   | Datei hochladen | Kreuzweg HERIS-ID: 6591 Objekt-ID: 2471 TKK: 18307                              | Kirchbühel Standort KG: Lavant | Der Kreuzweg an der Straße von Lavant auf den Kirchenbichl besteht aus 17 gemauerten Nischenbildstöcken, die 1832 errichtet wurden und 1934 mit neuen Bildern ausgestattet wurde. Zwischen 1990 und 1992 wurden 14 Bildstöcke im Zuge des Straßenneubaus abgebrochen und mit Gemälden von Helmut Millonig neu errichtet.                                                  | BDA-Hist.: Q37918437 Status: § 2a Stand der BDA-Liste: 2025-06-30 Name: Kreuzweg GstNr.: 783 Kreuzweg auf den Lavanter Kirchbichl |
| ja   | Datei hochladen | Widum HERIS-ID: 6592 Objekt-ID: 2472 TKK: 18313                                 | Lavant 4 Standort KG: Lavant   | Der dreigeschoßige Pfarrhof wurde 1782 mit Walmdach und Dachreiter errichtet. | BDA-Hist.: Q37918511 Status: § 2a Stand der BDA-Liste: 2025-06-30 Name: Widum GstNr.: 838 Lavant (Tirol), Widum |

## Ehemalige Denkmäler
| Foto |                 | Denkmal                                                    | Standort                      | Beschreibung | Metadaten |
| ---- | --------------- | ---------------------------------------------------------- | ----------------------------- | --- | --- |
| ja   | Datei hochladen | Kornkasten mit Schmiede Objekt-ID: 2460 TKK: 18293bis 2013 | Lavant 11 Standort KG: Lavant | Die durch Kombination von Kornkasten und Schmiede für Osttirol einzigartige Anlage stammt im Kern vermutlich aus dem 18. Jahrhundert. | BDA-Hist.: Q106679707 Status: Bescheid Stand der BDA-Liste: 2013-06-28 Name: Kornkasten mit Schmiede GstNr.: .33 Lavant (Tirol), Kornkasten mit Schmiede |